# 삼소 (1969년 영화)
삼소(The Three Smiles)는 홍콩에서 제작된 악풍 감독의 1969년 영화이다. 링보 등이 주연으로 출연하였다.

## 출연

### 주연
- 링보
- 리칭
- 정묘
- 진연연